# Rembertów
Rembertów (deutsch Rembertau) ist ein Stadtbezirk der polnischen Hauptstadt Warschau. Zwischen 1939 und 1957 war Rembertów ein selbständiger Ort und wurde dann nach Warschau in den Stadtteil Praga-Południe eingemeindet. Zwischen 1994 und 2002 bildete es eine selbständige Gemeinde namens Warszawa-Rembertów. In den 1940er Jahren befand sich im Stadtteil ein Gefängnis, das zuerst durch die deutschen Besatzungstruppen (Truppenübungsplatz Rembertow) und später durch sowjetische Organisationen (z. B. NKWD) genutzt wurde.

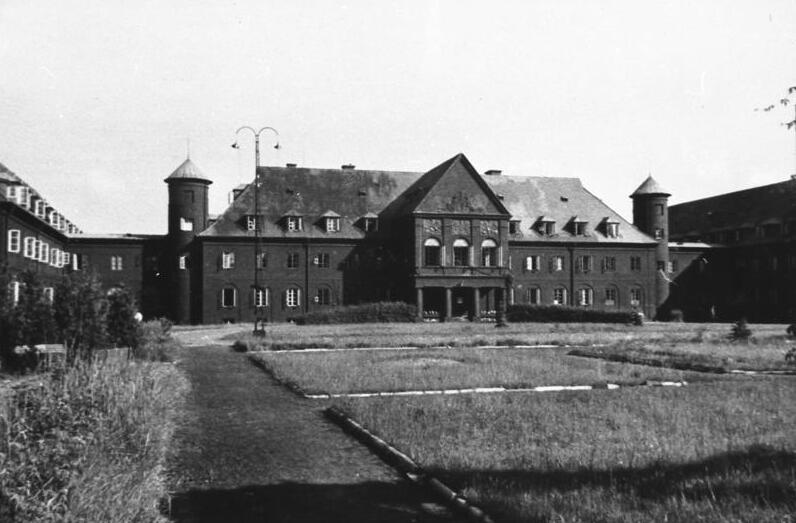
Polnische Kampftruppenschule in Rembertów, 1941

Der Stadtbezirk erstreckt sich über eine Fläche von 19,30 km² und hatte im Jahr 2004 21.893 Einwohner, 2012 waren es 23.441. Er ist dünn besiedelt; im Stadtteil gibt es viele ausgewiesene Erholungsgebiete. Mehr als 30 % des Stadtbezirks sind von Wald bewachsen. Teile dessen bilden das Waldschutzgebiet Kawęczyn.